# Danfrugt
Danfrugt eller officielt Agrar Holding ApS er en dansk virksomhed, der producerer frugt og bær i Skælskør. De ejer frugtplantagerne Skælskør Frugtplantage, Lundegård, Visbjerggård og Vejrmøllegård, hvor de producerer kirsebær, æble, pære og blomme. Dermed er det Danmarks største producent af frugt og bær.
I 2023 havde virksomheden ca. 210 ansatte, hvilket svarer til 66 årsværk. Agrar Holding ApS er ejet af erhvervsmanden Bernhard Griese.